# Jaz Opatowice

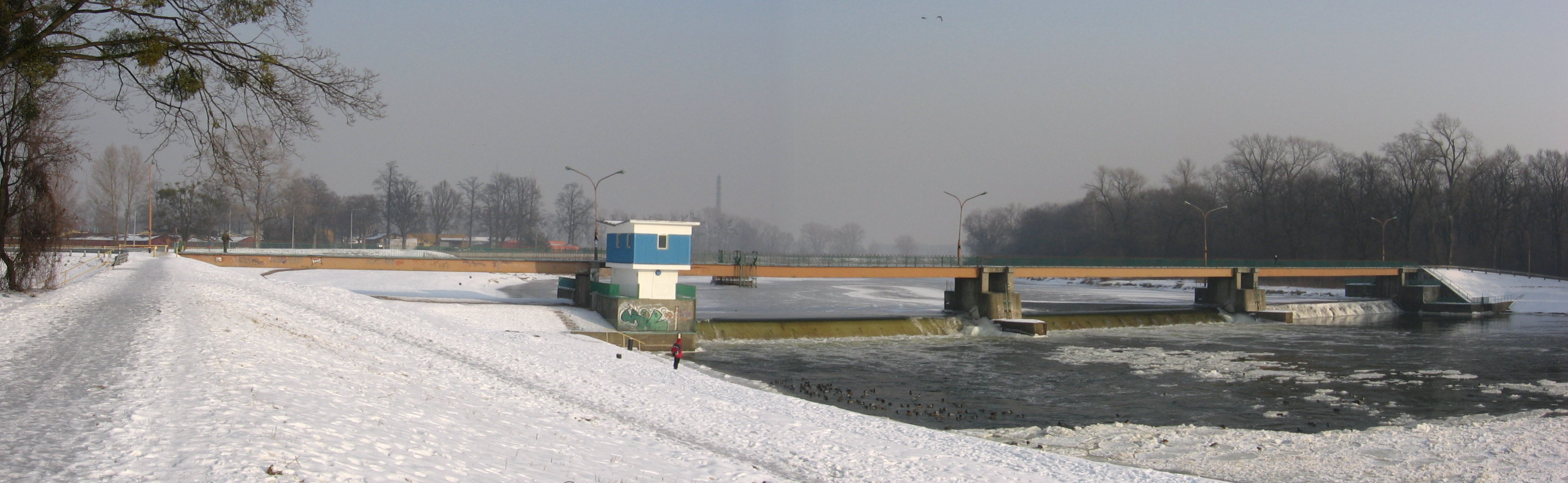
Jaz Opatowicki (i Kładka Opatowicka)

Jaz Opatowice (Jaz Opatowicki) – jaz z zamknięciem sektorowym, położony we Wrocławiu, wybudowany w ramach Stopnia Wodnego Opatowice w Bartoszowicko–Opatowickim Węźle Wodnym. Jaz piętrzy wody rzeki Odry na jej górnym odcinku, tzw. Górnej Odrze Wrocławskiej. Położony jest w 245,035 km biegu rzeki. Obecny jaz, to konstrukcja, której budowa zakończyła się w 1985 roku. W 2012 roku istniejący jaz sektorowy przebudowano na jaz klapowy, jednocześnie rozbudowana została przepławka dla ryb oraz wyremontowano obiekty towarzyszące.
Powyżej niego, około 80 m na wschód, znajduje się stary jaz Opatowice – jaz kozłowo-iglicowy, obecnie zatopiony; ponad wodą widoczny jest zarośnięty filar tego jazu, a sam jaz (kozły) pozostaje złożony na betonowym wale, zabudowanym na dnie rzeki (jaz jest w całości widoczny w czasie niżówki). Jaz ten wybudowany był w ramach II kanalizacji Odry w 1916 roku; posiadał kozły podnoszone za pomocą ruchomej wciągarki linowej. Pojazd ten był mobilny – poruszał się po torze o szerokości 800 mm i stacjonował na terenie obecnie należącym do IMGW (gdy był potrzebny, przetaczano go po szynach przez wał przeciwpowodziowy aż do samego jazu – tam zakotwiczano o wkopane w ziemię stalowe haki i rozpoczynano procedurę podnoszenia kozłów wału – pozostałości po hakach wciąż można znaleźć w trawie przed przyczółkiem jazu). Po 1997 roku wciągarkę odremontowano i ustawiono za bramą bartoszowickiego oddziału IMGW w charakterze pomnika techniki.
Wcześniej istniał tu jaz wybudowany w 1896 roku na Przekopie Bartoszowicko–Szczytnickim wykonanym w latach 1531–1555.

## Funkcje
Jaz reguluje stany wody, współpracując z Jazem Bartoszowice:
- stan wody górnej dla Śluzy Opatowice[b], oraz Śluzy Bartoszowice[c],
- stan wody dolnej dla Śluz Janowice[d]

Na rzece:
- równorzędnie na Kanale Powodziowym położony jest Jaz Bartoszowice – Stopień Wodny Bartoszowice
- powyżej położony jest Jaz Janowice[d], wchodzący w skład poprzedniego stopnia wodnego – Stopień Wodny Janowice
- poniżej położony jest Jaz Szczytniki, wchodzący w skład następnego stopnia wodnego – Stopień Wodny Szczytniki
- na Odrze Śródmiejskiej zlokalizowane są jazy – Jaz św. Macieja i Jaz św. Klary (Piaskowy Stopień Wodny) oraz następne Jazy Mieszczańskie: Jaz Elektrowni Wodnej Wrocław II, tzw. Północny i Jaz Elektrowni Wodnej Wrocław I, tzw. Południowy (Mieszczański Stopień Wodny).

Jaz przegradza koryto:
- na prawym brzegu tego koryta znajduje się teren osiedla Bartoszowice – przy jazie wykonano obwałowania stanowiące Groblę Szczytnicko–Bartoszowicką[e],
- lewy brzeg stanowi Wyspa Opatowicka, powstała w wyniku wykonania Kanału Opatowickiego, dla potrzeb żeglugi, m.in. budowy Śluzy Opatowicie[f].

Odra:
- poniżej jazu łączy się z Kanałem Opatowickickim
- powyżej jazu oddzielą się od głównego koryta Odry kanały: Kanał Powodziowy i niego wcześniej Kanał Żeglugowy, na prawym brzegu.

## Charakterystyka
Jaz Opatowice jest to jaz trójprzęsłowy, światło każdego z przęseł wynosi 32 m, co daje łącznie 96 m światła dla przepływu wody, długość całkowita konstrukcji wynosi 103,78 m. Spad wynosi 2,00 m (spad przy normalnym piętrzeniu wynosi 2,46 m). Jaz ma możliwość przeprowadzenia przepływu o wielkości 580 m³/s. Został wykonany w technologii żelbetowej. Wyposażony jest w każdym przęśle w zamknięcie sektorowe. W korpusie jazu przebiega podwodna galeria dla potrzeb jego obsługi. Jaz wyposażony jest w kilka systemów: odmrażania, wentylacyjny, odwadniania i płukania. Inne elementy jazu to budynek, w którym znajduje się sterownia jazu, przepławka dla ryb, oraz most jazowy, udostępniony do ruchu pieszego i rowerowego, zapewniający komunikację z Wyspą Opatowicką.